# Кулары
Кулары (чечен. ГӀулара) — село в Ачхой-Мартановском районе Чеченской Республики. Административный центр Куларинского сельского поселения.

## География

Большие и Малые Кулары на немецкой карте, созданной Ф. Хандке (опубликована в 1855 году)

Село расположено на правом берегу реки Сунжа, чуть выше впадения в неё реки Гехи, в 26 км к юго-западу от города Грозный.
Ближайшие населённые пункты: на северо-западе — Закан-Юрт, на северо-востоке — Алхан-Кала, на востоке — Алхан-Юрт, на юго-востоке — город Урус-Мартан, на юге — Гехи, на юго-западе — Валерик и на западе — Хамби-Ирзе.

## История
В феврале 1832 года селения Алхан-юрт, Гала-юрт, Закан-юрт, Казах-Кечу, Албури, Большой Кулар и Малый Кулар были уничтожены отрядом Вельяминова.
С 1944 по 1958 года, в период выселения местного населения и упразднения Чечено-Ингушской АССР, село носило название — Набережное.
1 января 2020 года село Кулары вместе со всей территорией Куларинского сельского поселения было передано из состава Грозненского района в Ачхой-Мартановский район.

## Население
| 1990  | 2002  | 2010  | 2012  | 2013  | 2014  | 2015  |
| ----- | ----- | ----- | ----- | ----- | ----- | ----- |
| 3365  | ↗4663 | ↗5358 | ↗5444 | ↗5483 | ↗5510 | ↗5585 |
| 2016  | 2017  | 2018  | 2019  | 2020  | 2021  | 2023  |
| ↗5676 | ↗5762 | ↗5849 | ↗5947 | ↗5960 | ↘5918 | ↗5979 |
| 2024  |       |       |       |       |       |       |
| ↗6035 |       |       |       |       |       |       |

Национальный состав
По данным Всероссийской переписи населения 2010 года:
| Народ   | Численность, чел. | Доля от всего населения, % |
| ------- | ----------------- | -------------------------- |
| чеченцы | 5354              | 99,9 %                     |
| русские | 4                 | 0,1 %                      |
| всего   | 5358              | 100,0 %                    |

## Образование
- Куларинская муниципальная средняя общеобразовательная школа[23].

## Известные уроженцы
- Сагаев Шамсудин Сагаевич (1913—1989) — член организационного комитета по восстановлению Чечено-Ингушской АССР (от 9 января 1957 года); второй секретарь обкома партии ЧИАССР по сельскому хозяйству (от 16 января 1957 года).
- Яричев Умар Денелбекович (1941—2020) — член Союза Писателей СССР и России, народный поэт Чеченской Республики.
- Имам Абдулаевич Хатаев (род. 31 августа 1994, Кулары, Чеченская Республика) — российский боксёр-любитель, выступающий в полутяжёлой весовой категории (до 81 кг). Бронзовый призёр летних Олимпийских игр 2020 года в Токио, чемпион России (2019, 2020), многократный призёр чемпионатов России, чемпион мира среди студентов в любителях. Заслуженный мастер спорта России[1].
- Ярычев, Насруди Увайсович (род. 7 апреля 1983, Кулары, Грозненский район, Чечено-Ингушская АССР) — российский учёный, педагог, доктор педагогических наук, доктор философских наук, профессор, член-корреспондент Российской академии образования (РАО). Заслуженный деятель науки Чеченской Республики (2018). Заслуженный учитель Чеченской Республики (2021). Поэт, член Союза писателей России (2021), автор 5 сборников стихов, пишет на русском и чеченском языках.

## Галерея

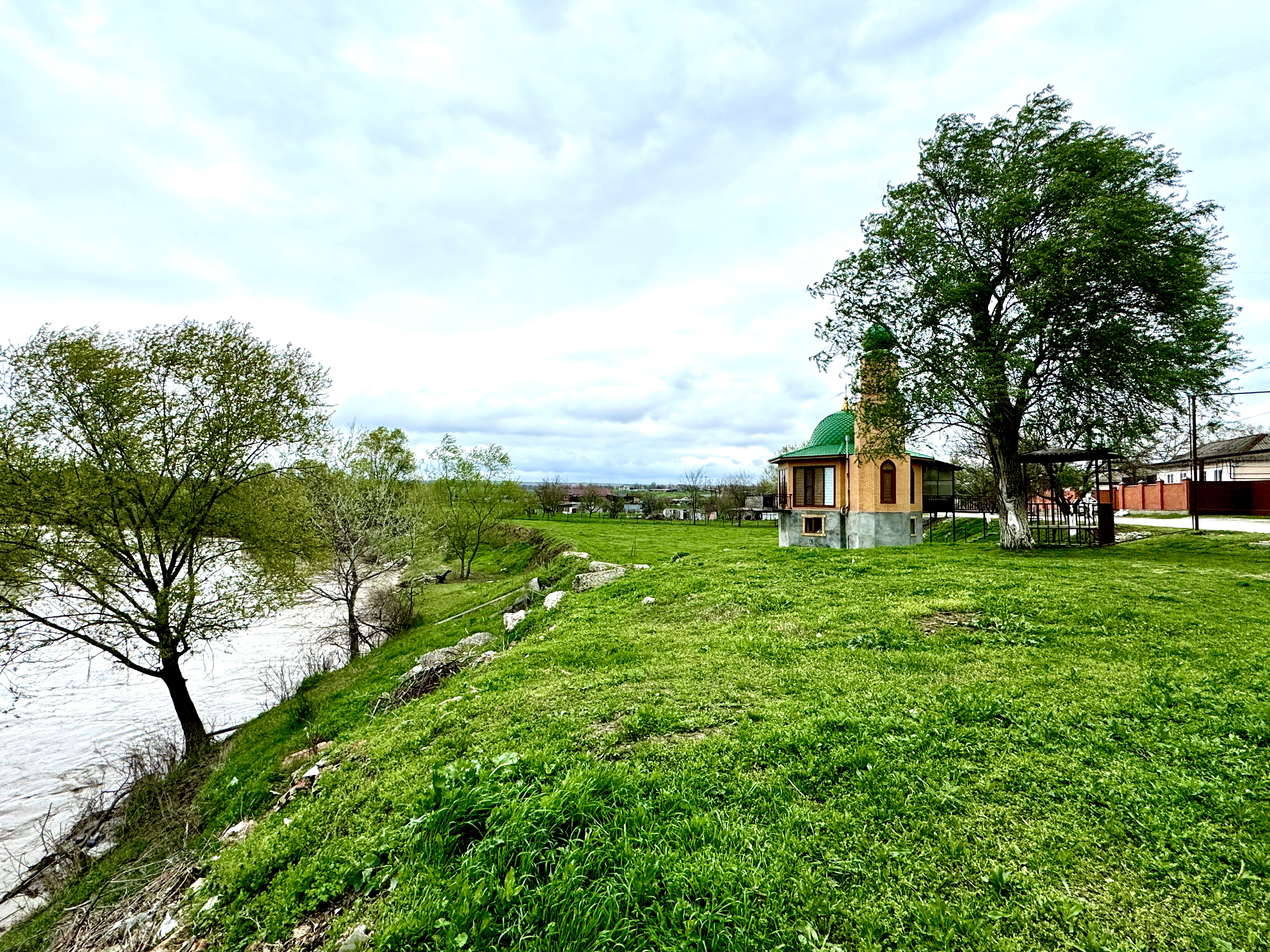
Кулары. Мечеть на берегу Сунжи.
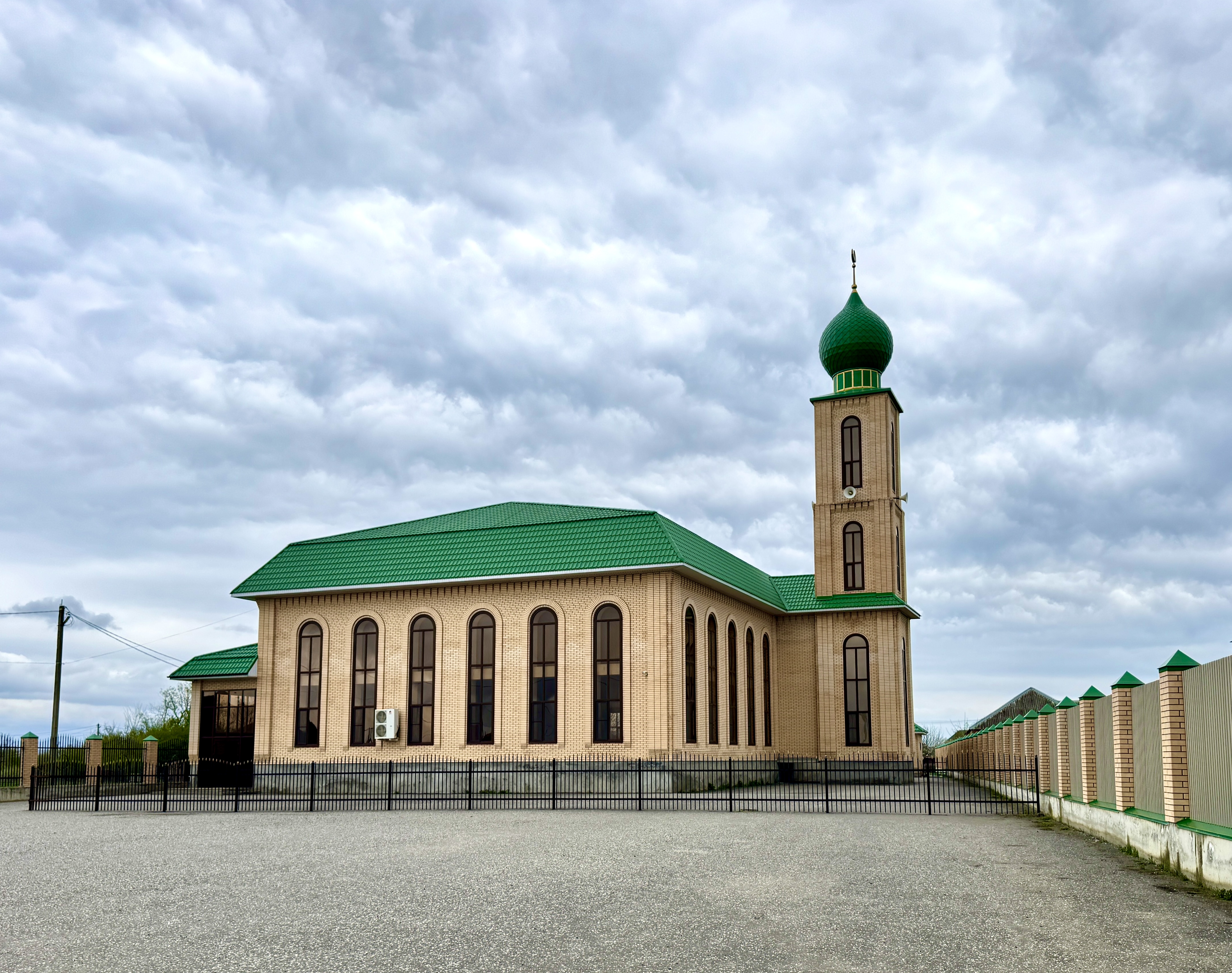
Главная мечеть в Куларах.
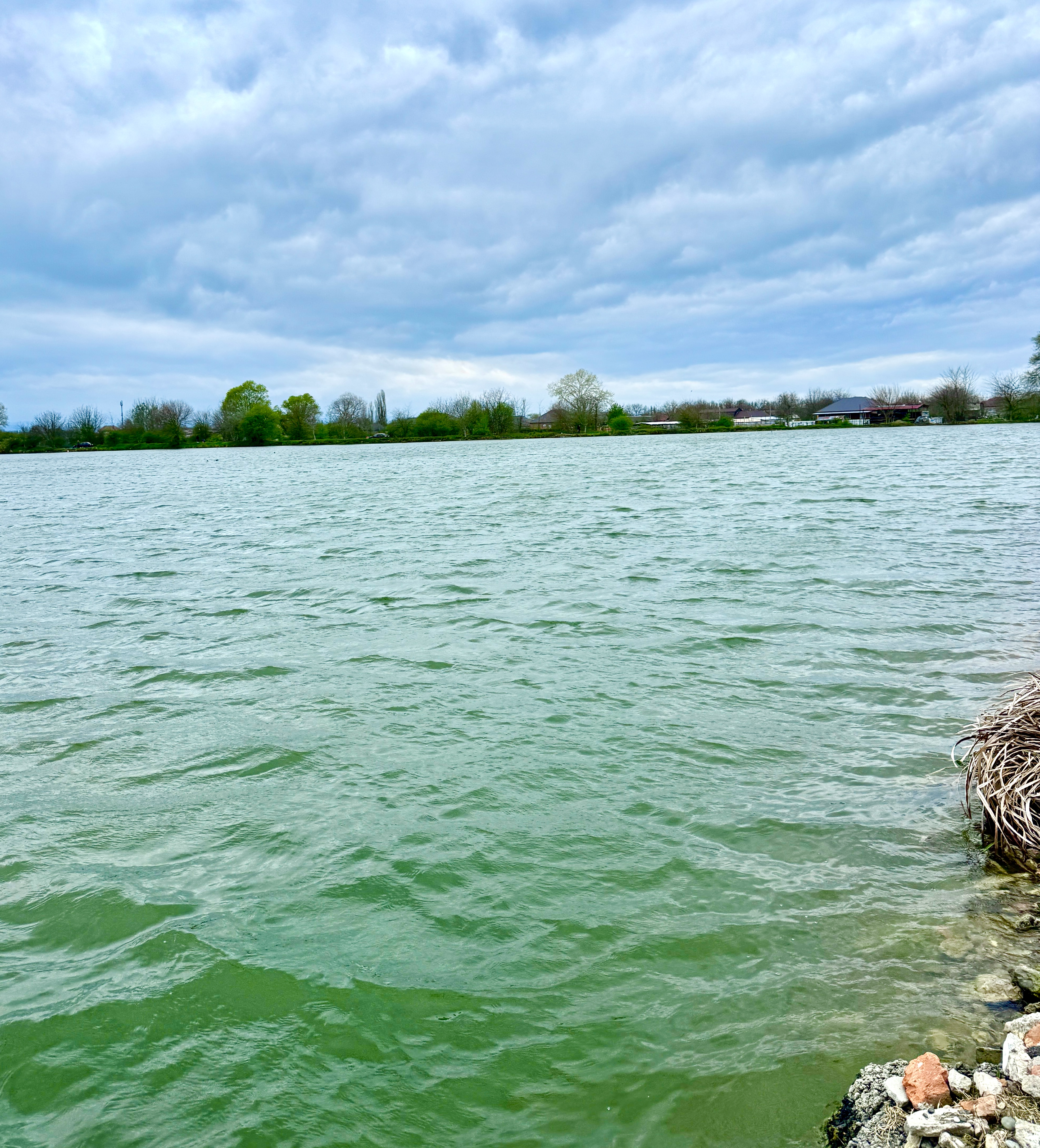
Кулары. Вид со стороны одного из многочисленных рыбных хозяйств.